# Kirk Hammett
 (septembre 2020).
Pour les articles homonymes, voir Hammett.
Kirk Lee Hammett est un guitariste américain né le 18 novembre 1962 à San Francisco, en Californie. Il est connu pour être le guitariste soliste du groupe de heavy et thrash metal Metallica, depuis 1983.

## Biographie
Kirk Hammett est né à San Francisco d'une mère originaire des Philippines et d'un père irlandais travaillant dans le transport maritime. Alors qu'il travaillait dans un Burger King pour payer son matériel de musique, Kirk devint élève dans une école de musique dont un des professeurs est le guitariste Joe Satriani.
Il commence sa carrière de guitariste en 1981 en cofondant le groupe Exodus qu'il quitte en 1983 avant l'enregistrement de leur premier album pour rejoindre Metallica qui vient de renvoyer Dave Mustaine juste avant l'enregistrement de leur premier opus, Kill 'Em All. Dave Mustaine fondera par la suite le groupe Megadeth, qui sera cité dans les « Big Four » du thrash metal.
Kirk Hammett est depuis le guitariste soliste du groupe. Il a influencé des milliers de guitaristes dans le monde avec son style de solo reconnaissable par son phrasé et sa technique. Son style est passé, au cours de sa carrière, du thrash metal de Kill 'em All à la technique « progressive » de ...And Justice for All, en passant par le heavy metal sur Metallica, Load et ReLoad, et même des morceaux de country rock (sur Low Man's Lyric et Mama Said).
En novembre 2005, Kirk seconde Carlos Santana à la guitare sur son album All that I am (à noter aussi la collaboration de Steven Tyler d'Aerosmith). Kirk a été nommé onzième meilleur guitariste de tous les temps par le magazine Rolling Stone.
Il interprète une des dix-neuf versions de Daisy Bell reprises sur l'album concept sorti le 13 mai 2014, The Music Gay Nineties Old Tyme: Daisy Bell, initié par le peintre Mark Ryden. Le clip de la chanson reprend des séquences du film Le Triomphe de la volonté de Leni Riefenstahl.

## Matériel
Kirk possède une série d'amplificateurs à son nom de la marque d'amplificateurs Randall ainsi que des guitares signature de marque ESP.
Guitares principales : Kirk Hammett possède environ 250 guitares. La plupart de ses guitares sont montées avec deux micros actifs EMG 81.
Kirk Hammett possède une série de guitare signature chez la marque ESP.
- ESP KH 1
- ESP KH-2 M-II - Boris Karloff Mummy graphic (La guitare préférée de Kirk. En plus d'être unique, le guitariste possède les droits sur l'image. Utilisée chaque fois en concert notamment pour les chansons des albums Ride the Lightning, Master of Puppets (avant) et ...And Justice for All
- ESP KH-2 M-II - Dracula
- ESP KH-2 M-II - 'Bride of Frankenstein'
- ESP KH-2 M-II - Ouija Black (souvent utilisée pour One, Enter Sandman et All nightmare Long)
- ESP KH-2 M-II - Ouija White
- ESP KH-2 M-II - Vintage (avec inscriptions « Kirk's guitar » et « Caution Hot »)
- ESP KH-2 M-II - Skull & Crossbones II
- ESP M-II Dracula (depuis le "World Magnetic Tour" en 2009/2010)
- ESP M-II Red & Green Frankenstein graphic (avec sur le manche les incrustations : “Warning! The monster is loose!”)
- ESP M-II Skull & Crossbones I
- ESP KH-3 Eclipse - Pushead Spider graphic
- ESP WaveCaster - Wave Machine (seulement 3 existent) utilisée en live pour le DVD Cunning Stunts au Texas en 1997 sur la chanson Am I Evil.
- Gibson Les Paul- Les Paul standard, custom et notamment une "Nighthawk" souvent utilisée sur Nothing Else Matters et Fade to Black (Live Nîmes 2009, Seattle 2000).
- Jackson RR1T
- Jackson Custom Shop Randy Rhoads PCS RI Noire montée avec des EMG
- ESP KH-2 (Première guitare de tournée)

(surnommé « Skully » à cause des incrustations en forme de tête de mort) 
- Fender Stratocaster
- ESP KH-2 - SE Greenburst
- ESP KH-DC
- ESP KH2-PSP (utilisé pour master of puppets maintenant)
- Gibson Les Paul - Les Paul standard "Greeny" de 1959, ayant apartenue à Peter Green et Gary Moore

Amplificateurs
- Mesa Boogie Mark II C+ et Mark IV
- Mesa Boogie Dual Rectifier Amp
- Mesa Boogie Strategy 400 Stereo power Amp
- Mesa Boogie Tremoverb 2x12 Combo Amp
- Mesa Boogie Triaxis Pre-Amp
- Diezel  Amps
- Marshall Amps
- Randall KH-signature series

Haut-parleurs
- Mesa Boogie 2x12 Speaker Cabinet
- Mesa Boogie 4x12 Speaker Cabinet
- Marshall 4x12 Speaker Cabinet

Accessoires
- Médiators Jim Dunlop Kirk Hammett custom Jazz III
- Ernie Ball « Skinny Top Heavy Bottom » Strings (.10 - .46) et (.11 - .52) (en live uniquement)
- straps Levy's
- Wah Wah Jim Dunlop KH95 (Signature Wah).
- EMB Audio Remote Wah System
- Digitech Whammy Pedal
- Lovetone Meatball Pedal
- G-Control

## Discographie

### Albums studio
- 2022 - Portals (Ep)

## Vie privée
Kirk Hammett a épousé Lani Gruttadauro, avec laquelle il a eu deux garçons : Angel Ray Keala, né le 29 septembre 2006 et Vincenzo Kainalu, né le 28 juin 2008. Ils ont divorcé en 2020. 